# Чильєджоло

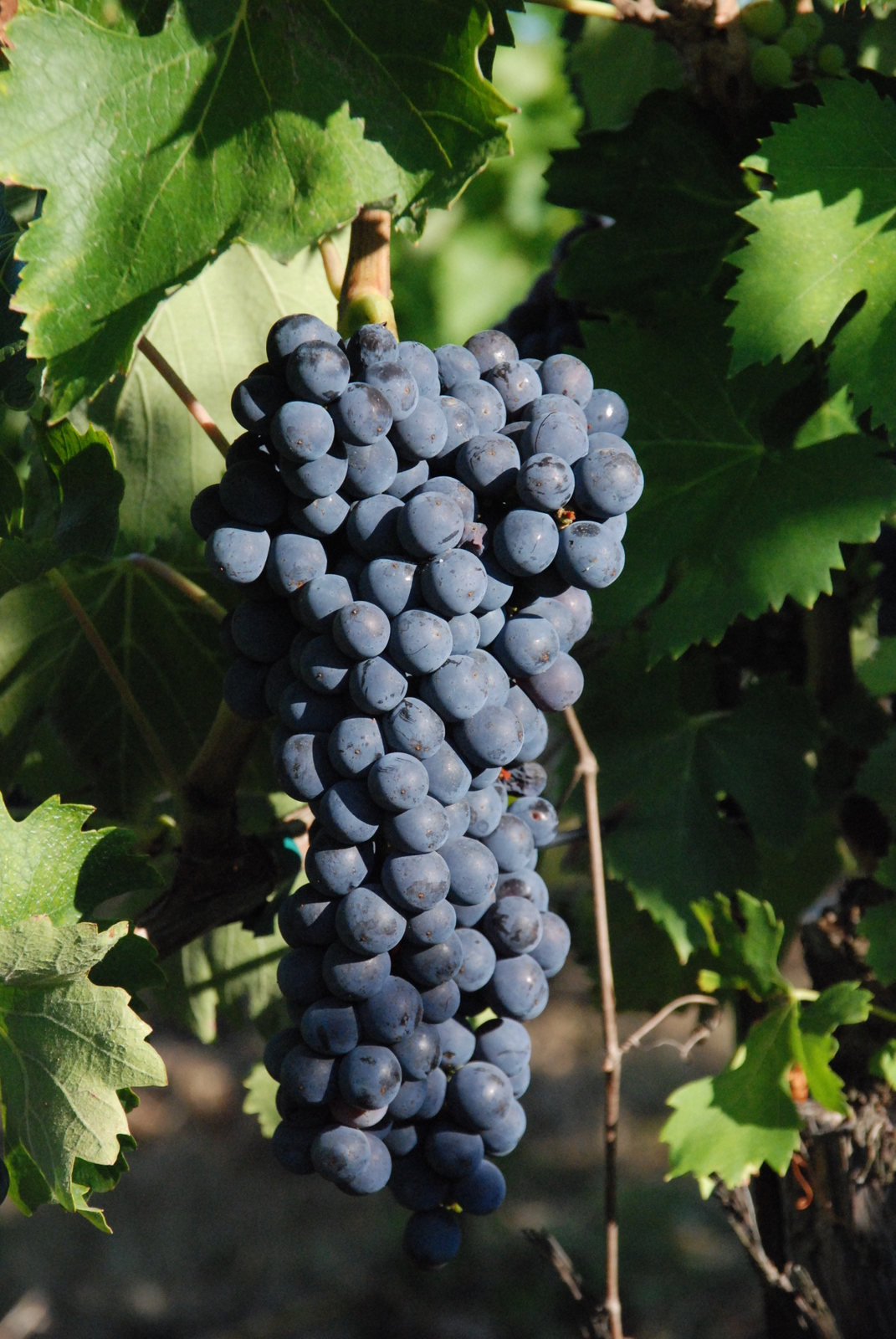
Гроно чільєджоло

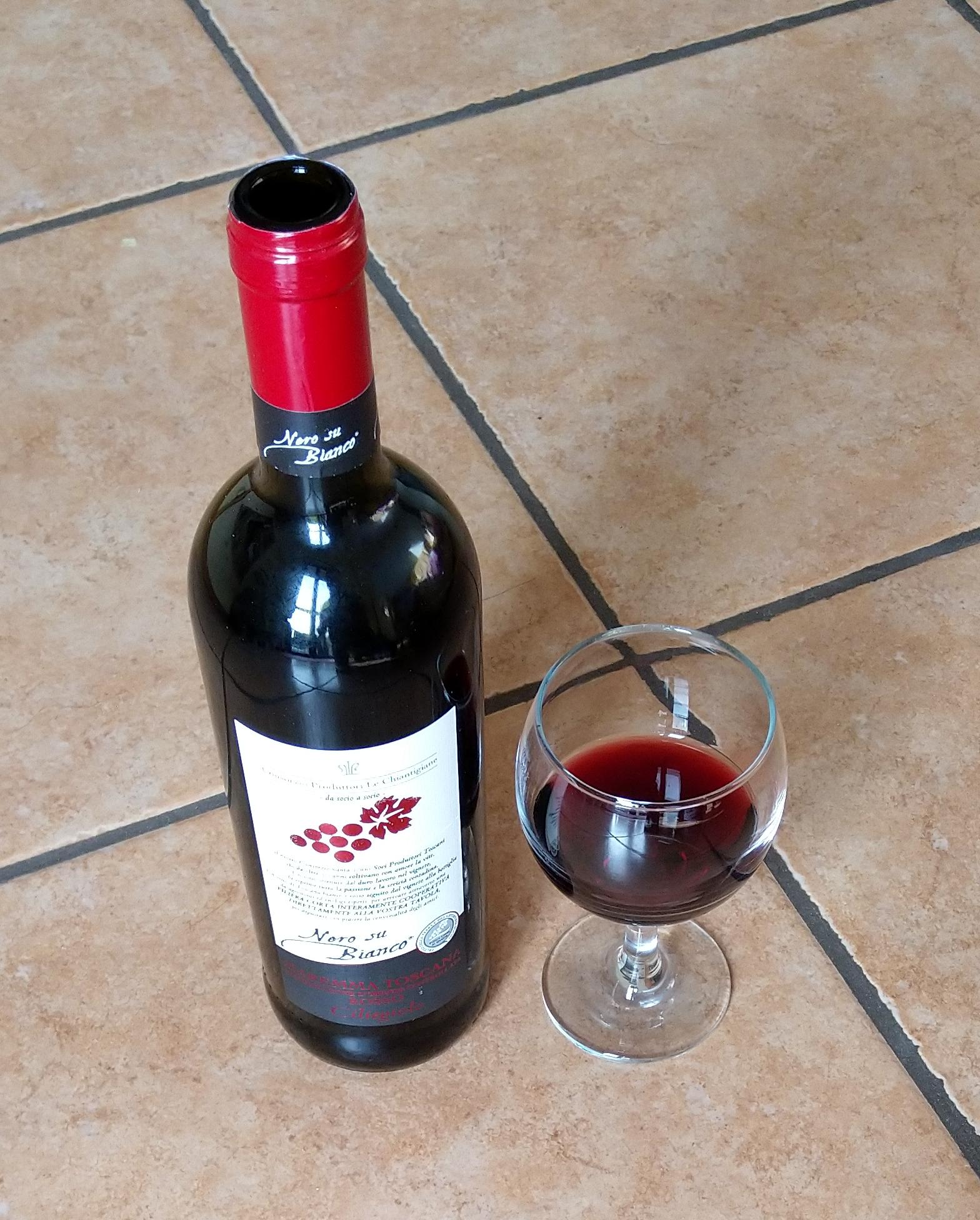
Вино з чільєджоло

Чильєджоло (італ. Ciliegiolo) — італійський технічний сорт червоного винограду. Назва походить від італійської італ. ciliegia — вишня, оскільки смак та аромат винограду подібний до цієї ягоди.

## Географія сорту
Сорт вирощується у регіоні Тоскана. Невеликі площі є також у Лігурії.

## Характеристики сорту
Середньопізній або пізньостиглий сорт. Квітка двостатева. Лист округлий, середньо або слаборозсічений, трьох-, рідше п'ятилопатевий. На нижньому боці листа є напушення. Черешкова виїмка відкрита ліроподібна. Гроно середнє, циліндричне або циліндроконічне, іноді з одним або двома «крилами», щільне, рідше середньої щільності або дуже щільне. Ягоди середні, овальні або слабо овальні, темно-фіолетові, вкриті густим шаром кутину. Шкірочка середньої товщини, м'якуш м'ясисто-соковитий, сік не забарвлений, смак нейтральний. Врожайність висока, стабільна. Сорт нестійкий до грибкових хвороб та морозу.

## Характеристики вина
Чильєджоло зазвичай використовують для створення купажних вин, зокрема додають у к'янті для пом'якшення санджовезе. Іноді з чильєджоло виробляють моносортові сухі червоні вина, які характеризуються м'яким збалансованим смаком. Також можуть вироблятись сухі рожеві вина та десертні за технологією «пасито».

## Синоніми
Сорт має кілька синонімів — італ. Aleatico di Spagna, Ciliegino, Ciliegiolo di Spagna, Ciliegiuolo, Ciriegiuolo dolce.